# 阿諾 (密蘇里州)
阿諾（英語：Arno）是位於美國密蘇里州道格拉斯縣的非建制地區。

## 歷史
阿諾的郵局於1867年設立，其後於1933年停運。當地於1925年時共有人口31人。

## 地理
阿諾所處的海拔為高於海平面330米（即1083英呎），而該地所採用的時區為UTC-6，即北美中部時區（CST）。同時該地設有夏令時間，為UTC-6調快一小時，即UTC-5（CDT）。